# Citroenkeelbaardvogel
De citroenkeelbaardvogel (Eubucco richardsoni) is een vogel uit de familie Capitonidae (Amerikaanse baardvogels). Deze vogel is genoemd naar de Schotse arts en natuuronderzoeker John Richardson.

## Verspreiding en leefgebied
Deze soort komt voor in het westelijk Amazonebekken en telt vier ondersoorten:
- E. r. richardsoni: zuidoostelijk Colombia, oostelijk Ecuador en het noordelijke deel van Centraal-Peru.
- E. r. nigriceps: noordoostelijk Peru.
- E. r. aurantiicollis: oostelijk Peru, westelijk Brazilië en noordwestelijk Bolivia.
- E. r. purusianus: het westelijke deel van Centraal-Brazilië.

## Status
De grootte van de populatie is niet gekwantificeerd maar de soort wordt omschreven als tamelijk algemeen. Op de Rode lijst van de IUCN heeft deze soort de status niet bedreigd.